# Chronique de Bernat Desclot

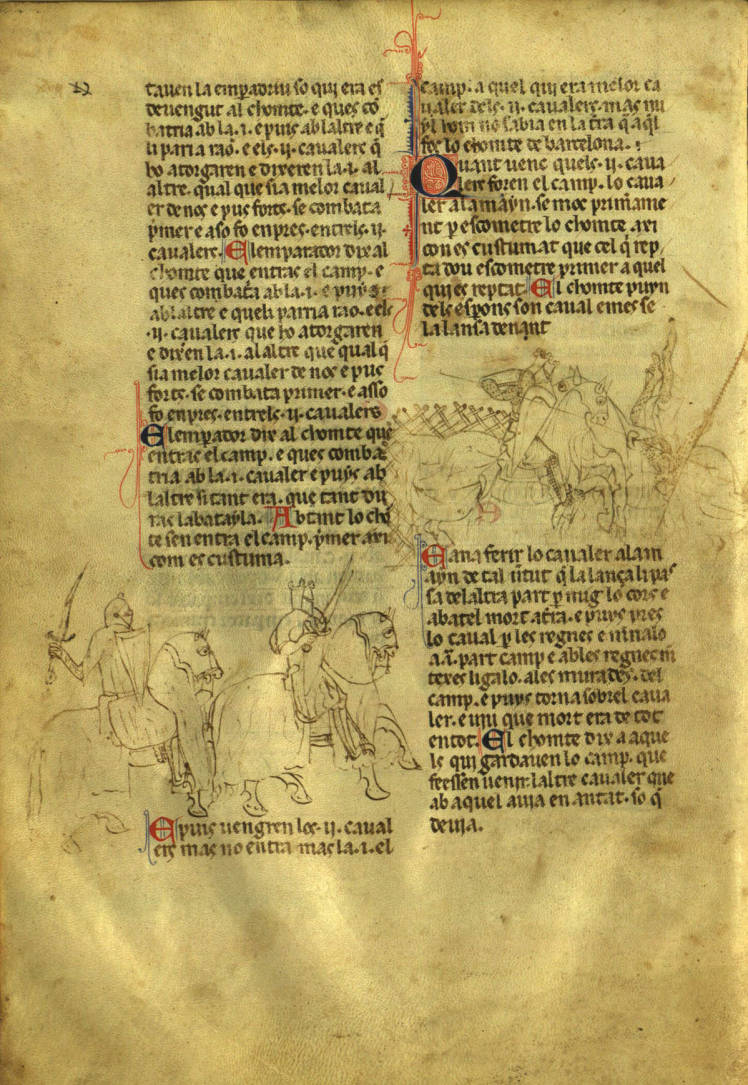
Détail du manuscrit (Ms.486 Bibl de Catalunya) de la Chronique de Bernat Desclot

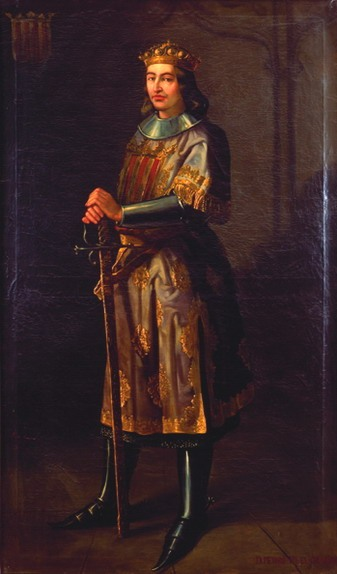
Pierre III le Grand, roi d'Aragon. Portrait de Manuel Aguirre y Monsalbe (1854)

La Chronique de Bernat Desclot est une chronique historique, une des Quatre Grandes Chroniques de la littérature catalane. Intitulée originellement Llibre del rei en Pere d'Aragó e dels seus antecessors passats (Livre du roi Pierre d'Aragon et de ses prédécesseurs), elle est actuellement plus connue sous le nom de son auteur : Bernat Desclot. Elle raconte les faits historiques qui se sont produits dans la Couronne d'Aragon entre le règne de Pétronille d'Aragon et celui de Pierre III d'Aragon, le Grand, ce dernier étant le protagoniste du noyau principal de cette chronique.

## Date de la rédaction
La date de la rédaction de cette chronique n'est pas mentionnée, même s'il semble bien que l'événement ayant motivé sa composition soit la conquête de la Sicile par les rois d'Aragon Pierre III, Alphonse III d'Aragon et Jacques II d'Aragon. La conquête ayant commencé en 1282, cela permettrait de supposer que la chronique a été écrite entre cette date et la décennie qui suit.

## L'auteur
De Bernat Desclot, on ne sait que ce qu'il dit de lui-même dans son œuvre. Nous savons qu'il est l'auteur de la chronique, mais il est, des quatre auteurs des grandes chroniques catalanes, celui qui se fait le plus discret, à la différence, par exemple de Jacques Ier dans le Llibre dels fets ou de Ramón Muntaner dans sa chronique. Une seule fois, il se présente comme un témoin direct des faits qu'il raconte, préférant en général rester en retrait du récit.
Il semble que Desclot soit un chroniqueur officiel, un proche du roi qui a pu observer les faits qu'il raconte. C'est pour cela que les historiens parcourent les archives de la Couronne, à la recherche d'une information. Une des hypothèses qui a été la mieux accueillie, est celle de Miguel Coll i Alentorn, qui a avancé l'idée que le nom Desclot était une déformation de de Es Clot. Ce Clot ferait référence à un quartier de l'actuelle Barcelone, où on a la trace d'un Bernat Escrivá, originaire du Roussillon et qui aurait été écrivain du roi Pierre III le Grand et ensuite camérier du roi Alphonse III, son fils et successeur. Son décès, en 1288, rend possible l'hypothèse.

## Structure de l'œuvre
La chronique s'articule en 168 unités narratives, divisées en trois sections parfaitement discernables:
- Du chapitre 1 au chapitre 10. Desclot rappelle de manière chronologiquement désordonnée les événements importants de la Couronne d'Aragon avant le règne du père de Pierre III, Jacques Ier: la légende de Guillermo Ramón I de Montcada, qui fut Sénéchal de Barcelone, l'histoire de la conception de Jacques Ier, le récit de la bataille d'Úbeda et la légende de Raimond-Bérenger III, connue comme celle du bon comte de Barcelone et de l'impératrice d'Allemagne.

- Du chapitre 11 au chapitre 73. Dans cette partie plus développée, on traite de la vie de Jacques Ier le Conquérant, père de Pierre le Grand.

- Du chapitre 74 au chapitre 168. Cette partie raconte les faits survenus entre 1276 et 1285, années du règne de Pierre III le Grand. Cette dernière section est clairement, par sa longueur, ses détails et son intensité, la plus importante. Elle expose les faits qui précèdent l'expédition à Alcoy et en Sicile, la conquête de cette dernière et la campagne victorieuse face à l'invasion française de la Catalogne, présentée comme une lutte contre l'injustice. À la fin, est raconté le siège de Gérone et l'attente des renforts qui devaient venir de Sicile. L'arrivée des troupes siciliennes se conclut par la victoire sur les français et symbolise dans ce récit la victoire de la loyauté. Pierre III le Grand meurt de la peste en 1285 à Vilafranca del Penedès.

## Caractéristiques de l'œuvre
La caractéristique principale est l'objetivité générale et la richesse de l'information qu'elle apporte. Le style est beaucoup plus soigné que, par exemple, celui de la chronique antérieure, le Libro de los hechos. Quant à la langue, la chronique de Desclot est très riche et très bien rédigée, par exemple dans les discours qu'elle met dans la bouche des personnages principaux.

## Édition en français
- Bernat Desclot (trad. Agnès et Robert Vinas), La chronique du roi Père d'Aragon et de ses prédecesseurs, TDO Éditions, 2024, 448 p. (ISBN 9782366523577).